# Odznaka honorowa „Zasłużony dla Kultury Polskiej”
Odznaka honorowa „Zasłużony dla Kultury Polskiej” – polskie odznaczenie ministerialne przyznawane osobom wyróżniającym się w tworzeniu, upowszechnianiu i ochronie kultury.

## Historia
Odznaka honorowa została ustanowiona 11 sierpnia 1969 roku i w okresie PRL wręczał ją Minister Kultury i Sztuki lub osoba przez niego upoważniona. Za granicą odznakę mogli wręczać kierownicy placówek dyplomatycznych lub konsularnych Polskiej Rzeczypospolitej Ludowej. Wraz z odznaką wręczano odznaczonemu legitymację, stwierdzającą nadanie odznaki. Ewidencję odznak prowadziło Ministerstwo Kultury i Sztuki.
W III Rzeczypospolitej przyznawana była z początku w oparciu o ustawę z dnia 25 października 1991 o organizowaniu i prowadzeniu działalności kulturalnej. Reformowana była w 1994 i w 2001, a po nowelizacji ustawą z dnia 17 czerwca 2005, która weszła w życie 2 sierpnia 2005 artykuł 6a przewidywał, że osobom wyróżniającym się w tworzeniu, upowszechnianiu i ochronie kultury nadaje się odznakę honorową „Zasłużony dla Kultury Polskiej” (nowelizacja zastąpiła też dotychczasową odznakę Zasłużony Działacz Kultury nowym Medalem „Zasłużony Kulturze Gloria Artis”). Odznakę nadawał odtąd minister właściwy do spraw kultury i ochrony dziedzictwa narodowego. Reszta szczegółów została uregulowana rozporządzeniem z 4 sierpnia 2005, a 19 lipca 2005 zniesiono przepisy z 2001. Obecne zasady przyznawania odznaki, jej wzór i sposób noszenia określiło ponownie rozporządzenie Ministra Kultury i Dziedzictwa Narodowego z 5 stycznia 2012 r.
Odznakę nosi się po prawej stronie piersi, a w przypadku przyznania osobie prawnej, odznaka przechowywana jest w obiekcie stanowiącym jej siedzibę w sposób zapewniający należyty szacunek.

## Wygląd
Odznaka ma kształt stylizowanej i złoconej ciemnoczerwonej rozety o średnicy 32 mm. W środku rozety, na okrągłej, biało emaliowanej tarczy, jest umieszczony stylizowany złocony monogram „RP”, w otoku zaś tarczy, na srebrzonym tle, napis „ZASŁUŻONY DLA KULTURY POLSKIEJ”. Odwrotna strona rozety jest gładka i złocona. Rozeta jest zawieszona na prostokątnej, pionowej klamrze o wymiarach 10 × 41 mm. W górnej części klamry jest umieszczony srebrzony orzeł stylizowany. W dolnej części klamry, pod orłem, są umieszczone pionowe, jednakowej szerokości, emaliowane paski, biały i czerwony. Odznaka jest wykonana z tombaku.
W okresie Polski Ludowej-PRL odznaka miała identyczny kształt i kolorystykę, jak obecna. Rozeta była zawieszona na nieco większej, pionowej klamrze (13 × 40 mm). W środku rozety, na okrągłej, biało emaliowanej tarczy, był umieszczony stylizowany złocony monogram „PRL”.
Szczegółowe przepisy źródłowe nie ustanawiały wzoru baretki dla Odznaki „Zasłużony Działacz Kultury”, zwyczajowo tworzyło się baretkę o szerokości 35 mm, składającą się z dwóch pionowych biało-czerwonych pasków. Również dla odznaki „Zasłużony dla Kultury Polskiej” kontynuuje się tę tradycję.